# Меніс Кумантареас
Меніс Кумантареас (грец. Μένης Κουμανταρέας, також Меніс Кумандареас; 4 січня 1931, Афіни — 6 грудня 2014) — новогрецький прозаїк, перекладач.

## Біографічні відомості
Меніс Кумантареас вивчав філософію і право в Афінському університеті, а також навчався в театральному училищі, хоча жодний із учових закладів не закінчив зрештою. Замість цього він працював журналістом, а потім клерком у судноплавній і страховій компанії.
З 1961 року він веде активну роботу як письменник і перекладач. Його тексти були опубліковані в багатьох грецьких літературних періодичних виданнях. Меніс Кумантареас удостоєний Державної премії за оповідання (двічі у 1967 і 1997 роках) і роман (двічі в 1975 і 2002 роках). В період з 1982 по 1986 рік працював членом ради директорів Грецької Національної опери.

## Основні твори
- Τα μηχανάκια (1962)
- Το αρμένισμα (1966)
- Τα καημένα (1972)
- Βιοτεχνία υαλικών (1975)
- Η κυρία Κούλα (1978)
- Το κουρείο (1979)
- Σεραφείμ και Χερουβείμ (1981)
- Ο ωραίος λοχαγός (1982)
- Η φανέλα με το εννιά (1986) — μεταφέρθηκε και στον κινηματογράφο
- Πλανόδιος σαλπιγκτής (1989)
- Η συμμορία της άρπας (1993)
- Θυμάμαι τη Μαρία (1994)
- Η μυρωδιά τους με κάνει και κλαίω (1996)
- Η μέρα για τα γραπτά και η νύχτα για το σώμα (1999)
- Δυο φορές Έλληνας (2001)
- Η γυναίκα που πετάει (2007)
- Το show είναι των Ελλήνων (2008)